# Akeem Agbetu
Akeem Oriyomi Agbetu (Lagos, 10 marzo 1988) è un ex calciatore nigeriano, di ruolo attaccante.

## Carriera

### Club
Agbetu è cresciuto nelle giovanili dell'Ebedei in Nigeria, e già all'età di 17 anni si trasferisce in Danimarca al Midtjylland, giocando solo due partite ufficiali in prima squadra ma segnando altrettanti gol.
Dopo due anni nel Midtjylland, Agbetu veste la maglia del Kolding, anch'essa squadra danese di prima divisione. Nel gennaio del 2009 si trasferisce nei turchi del Kocaelispor e il 1º luglio dello stesso anno viene acquistato dal Sivasspor.

### Nazionale
Nel 2007 si guadagna la convocazione al Campionato mondiale Under-20 in Canada: in tale rassegna totalizza due presenze, contro il Giappone nella fase a gironi e contro il Cile nei quarti di finale.